# Pareriesthis bidentata
Pareriesthis bidentata är en skalbaggsart som beskrevs av Moser 1919. Pareriesthis bidentata ingår i släktet Pareriesthis och familjen Melolonthidae. Inga underarter finns listade i Catalogue of Life.